# Žónta
Žónta je prevzeta beseda, ki pomeni iz tropin narejeno vino.
Beseda žónta poleg iz tropin narejenega vina lahko pomeni tudi z vodo zalite skisane vinske tropine, v katerih se kisa repa.

## Razvoj besede
Beseda žónta je na Slovenskem v rabi od 18. stoletja. Prevzeta je iz furlanske besede zònte, ki prav tako pomeni iz tropin narejeno vino. Furlanska beseda zònte ustreza beneški zonta v pomenu omaka, dodatek in italijanski giunta v pomenu dodatek, le ta pa izhaja iz trpnega deležnika latinskega glagola iungere v pomenu spojiti, zvezati, vpreči.